# انجمن صنفی عکاسان مطبوعاتی ایران
انجمن صنفی عکاسان مطبوعاتی ایران (به انگلیسی: Iranian Photojournalists Association به اختصار IPJA)، یک نهاد صنفی است که در سال ۱۳۷۸ در وزارت کار و امور اجتماعی با حضور جمعی از عکاسان مطرح شامل عبدالحسین پرتوی، بهمن جلالی، نادر داودی مهاجر، محسن راستانی، لاله شرکت،‌ سیف‌اله صمدیان، محمد فرنود و کاوه گلستان به عنوان اعضای هیئت‌موسس به ثبت رسید.

## نشان عکس سال مطبوعاتی ایران
انحمن صنفی عکاسان مطبوعاتی ایران از سال ۱۳۹۶ جایزه مستقل و غیردولتی با عنوان «نشان عکس سال مطبوعاتی ایران» را در بخش‌های مختلف به عکاسان برگزیده اعطا می‌کند.

## اعتراض به ممانعت از حضور عکاسان زن در بازی ایران و عراق
انجمن صنفی عکاسان مطبوعاتی ایران روز شنبه ۹ بهمن ۱۴۰۰ با انتشار بیانیه‌ای نسبت به ممانعت از ورود عکاسان زن به ورزشگاه آزادی تهران در جریان بازی میان تیم‌های ملی فوتبال ایران و عراق اعتراض کرد.
در این بیانیه، رفتار مسئولان برگزاری این رویداد را که مانع عکاسان زن رسانه‌ها برای پوشش این دیدار شدند «غیراخلاقی و غیرحرفه‌ای» نامیده و تأکید شده که «پیگیری این اتفاق را از فدراسیون فوتبال وظیفه خود می‌داند».

## اعتراض به شرایط نشست‌های خبری چهلمین جشنواره فیلم فجر
در نخستین روز چهلمین جشنواره فیلم‌ فجر در شرایطی برگزار شد که بسیار از حاضران نگران گردش ویروس کرونا در سالن بودند. این نشست در ادامه با اعتراض و ترک سالن از سوی عکاسان خبری همراه شد. در پی این اتفاق انجمن صنفی عکاسان مطبوعاتی با انتشار نامه‌ای اعتراض‌آمیز خطاب به دبیر جشنواره فجر اعلام کرد که مسئولیت سلامتی عکاسان را بر عهده برگزارکنندگان جشنواره می‌داند.

## اعتراض به بازداشت عکاسان مطبوعاتی دراعتراضات ۱۴۰۱ ایران
پس از بازداشت گسترده عکاسان خبری در جریان اعتراضات ۱۴۰۱ ایران، انجمن صنفی عکاسان مطبوعاتی با انتشار اطلاعیه‌های متعدد درباره آخرین وضعیت عکاسان بازداشتی اطلاع‌رسانی کرد.
نخستین واکنش انجمن صنفی عکاسان مطبوعاتی به بازداشت یلدا معیری بود. در ادامه انجمن صنفی عکاسان مطبوعاتی به بازداشت آریا جعفری، احمد حلبی‌ساز، عادل کریمی، حسین اسماعیلی واکنش نشان داد.

انجمن در روزهای پایانی آذرماه بیانیه‌ای با عنوان «عکاسی مطبوعاتی جرم نیست!» منتشر کرد. در بخشی از این بیانیه آمده بود:
امروز ۴ دهه پس از انقلاب در ایران، در کمال تاسف با مشکلاتی دست‌و‌پنجه نرم می‌کنیم که اغلب آن را افرادی رقم زده‌‌اند که اتفاقا از اهمیت حرفه عکاسی مطبوعاتی اطلاع دارند اما هنوز بر ما روشن نیست که چرا و به چه دلیل از شفافیت و ثبت تاریخ گریزانند.
در جریان اتفاقات اخیر نیز برخی از همکاران ما توسط نهادهای مختلف بازداشت شدند. برخی از آنها در روزهای گذشته با قید وثیقه آزاد شده و در انتظار صدور حکم نهایی هستند و برخی از آنها همچنان در بندند. انجمن صنفی عکاسان مطبوعاتی ایران با پیگیری از خانواده‌ها، وکلا و در برخی موارد در گفت‌‌وگو با خود عکاسان بازداشت شده از صدور احکامی همچون حبس تعزیری، ممنوع الکاری، ممنوع الخروجی و حتی حکم تحقیرآمیز شلاق مطلع شده است که اگرچه امکان بازنگری در آن وجود دارد اما حتی تصور صدور چنین احکامی برای کسانی که تنها وظیفه خود را به عنوان عکاس مطبوعاتی انجام داده اند، قابل قبول نیست. احکام سنگین صادرشده، ضربه نهایی بر پیکر نحیف عکاسی مطبوعاتی ایران است و انجمن صنفی عکاسان مطبوعاتی به شدت آن را محکوم می‌کند.

ما عکاس مطبوعاتی هستیم و بار دیگر این گزاره صریح سالیانِ اخیر را با صدای بلند فریاد می‌زنیم که «عکاسی مطبوعاتی جرم نیست» و اگر کسی ذره‌ای در این مساله شک دارد، یک بار دیگر باید تاریخ تصویری ایران را با خود مرور کند.